# Carmen Orozco Muñoz
Carmen Orozco Muñoz, conocida como María Castro Martínez, (Valencia, 1916-1977) fue una maestra y guerrillera antifranquista.

## Trayectoria
Pertenecía a una familia de la pequeña burguesía valenciana. Cursó sus estudios en la Normal y obtuvo el título de maestra nacional. Estuvo afiliada a la Federación de Trabajadores de la Enseñanza (FETE) de Valencia. Fue militante del Partido Comunista de España desde 1937 y secretaria de agitación y propaganda del partido. Poco antes de finalizar la guerra se casó con Fernando Huerta.
Junto a él y otros miembros del PCE, entre ellos Heriberto Quiñones, intentaron reorganizar el PCE en la clandestinidad pero fue detenida y trasladada a la Cárcel Provincial de Valencia a finales de 1939. Tras duros interrogatorios, su marido se intentó suicidar y lo abatieron a tiros. Llevada a la Prisión de Santa Clara fue trasladada a la maternidad del Hospital Provincial para dar a luz. Fue puesta en libertad condicional el 12 de julio de 1940. Huyó a Madrid, donde entró en contacto con el PCE. Colaboró con José Bartrina Villanueva en la impresión y difusión de propaganda clandestina. Se trasladó con él a Galicia por mandato del partido en septiembre de 1947.
Participó en el Ejército Guerrillero de Galicia, dedicándose a tareas de propaganda clandestina junto a José Bartrina. Fue arrestada en julio de 1948. Interpuesto en el expediente 370/48, fue juzgada en La Coruña el 18 de octubre junto a José Gómez Gayoso, Antonio Seoane Sánchez, José Bartrina Villanueva, Juan José Romero Ramos, José Rodríguez Santos, Juan Martínez Montero, María Blázquez del Pozo, Clementina Gallego Abeledo y Josefina González Cudeiro. Antonio Seoane Sánchez y José Gómez Gayoso fueron condenados a muerte y fusilados el 6 de noviembre. Ella fue condenada a treinta años de prisión. Todos ellos formaban parte de una célula comunista.
Pasó por las prisiones de La Coruña, Segovia, Valencia, nuevamente Segovia y finalmente Alcalá de Henares.  En esta última junto a Mercedes Gómez Otero se encargó de dar clases de cultura general y de francés, como cuenta en sus memorias Guerrilleras, la ilusión de una esperanza Esperanza Martínez García.
Fue juzgada de nuevo en consejo de guerra en Valencia el 19 de octubre de 1950 por la causa 13811/39 por ayuda a la rebelión, quedando pendiente el proceso judicial. El 9 de octubre de 1960 obtuvo la libertad condicional mediante la aplicación de dos indultos. Fijó su residencia en Valencia.
Murió en Valencia y en la revista Triunfo se le rindió tributo.